# Cyprus Airways
Cyprus Airways (греч. Κυπριακές Αερογραμμές) — национальная авиакомпания Кипра, базирующаяся в международном аэропорту Ларнаки. Начала свою работу 1 июня 2017 года.

## История
Cyprus Airways возобновила свою деятельность в 2016 году после получения прав на использование товарного знака Cyprus Airways. На логотипе авиакомпании изображена оливковая ветвь, главный символ Кипра. 4 марта 2017 года авиакомпания совершила испытательный полет из международного аэропорта Ларнаки в международный аэропорт Ираклиона на самолете Airbus A319-100 в рамках процедуры сертификации. 14 марта 2017 года было объявлено, что авиакомпания получила сертификат эксплуатанта от Департамента гражданской авиации Кипра, что ознаменовало начало коммерческих операций.
С тех пор 900 000 пассажиров путешествовали на Кипр и обратно рейсами Cyprus Airways. Только в 2019 году авиакомпания Cyprus Airways перевезла 400 000 путешественников.

## Пункты назначения
| Страна                   | Город           | Аэропорт                                    |
| ------------------------ | --------------- | ------------------------------------------- |
| Греция                   | Афины           | Международный аэропорт Элефтериос Венизелос |
| Греция                   | Салоники        | Международный аэропорт Македония            |
| Греция                   | Превеза         | Национальный аэропорт Актион                |
| Греция                   | Скиатос         | Международный аэропорт Скиатос              |
| Греция                   | Миконос         | Международный аэропорт Миконос              |
| Греция                   | Санторини       | Национальный аэропорт Санторини             |
| Греция                   | Родос           | Международный аэропорт Родос-Диагорас       |
| Кипр                     | Ларнака         | Международный аэропорт Ларнака              |
| Израиль                  | Тель-Авив       | Аэропорт имени Бен-Гуриона                  |
| Украина (приостановлены) | Киев            | Международный аэропорт Борисполь            |
| Мальта                   | Валлетта        | Международный аэропорт Мальты               |
| Чехия                    | Прага           | Международный аэропорт имени Вацлава Гавела |
| Ливан                    | Бейрут          | Международный аэропорт имени Рафика Харири  |
| Россия (приостановлены)  | Москва          | Международный аэропорт Домодедово           |
| Россия (приостановлены)  | Санкт-Петербург | Международный аэропорт Пулково              |
| Египет                   | Каир            | Международный аэропорт Каир                 |
| Великобритания           | Лондон          | Международный аэропорт Хитроу               |

### Кодшеринговые соглашения
Cyprus Airlines имеет кодшеринговые соглашения со следующими авиакомпаниями:
- Blue Air[7]
- Bulgaria Air[8]
- Qatar Airways[9]
- S7 Airlines[10]

Компания также имеет интерлайнинговые соглашения с греческой авиакомпанией Sky Express.

## Флот

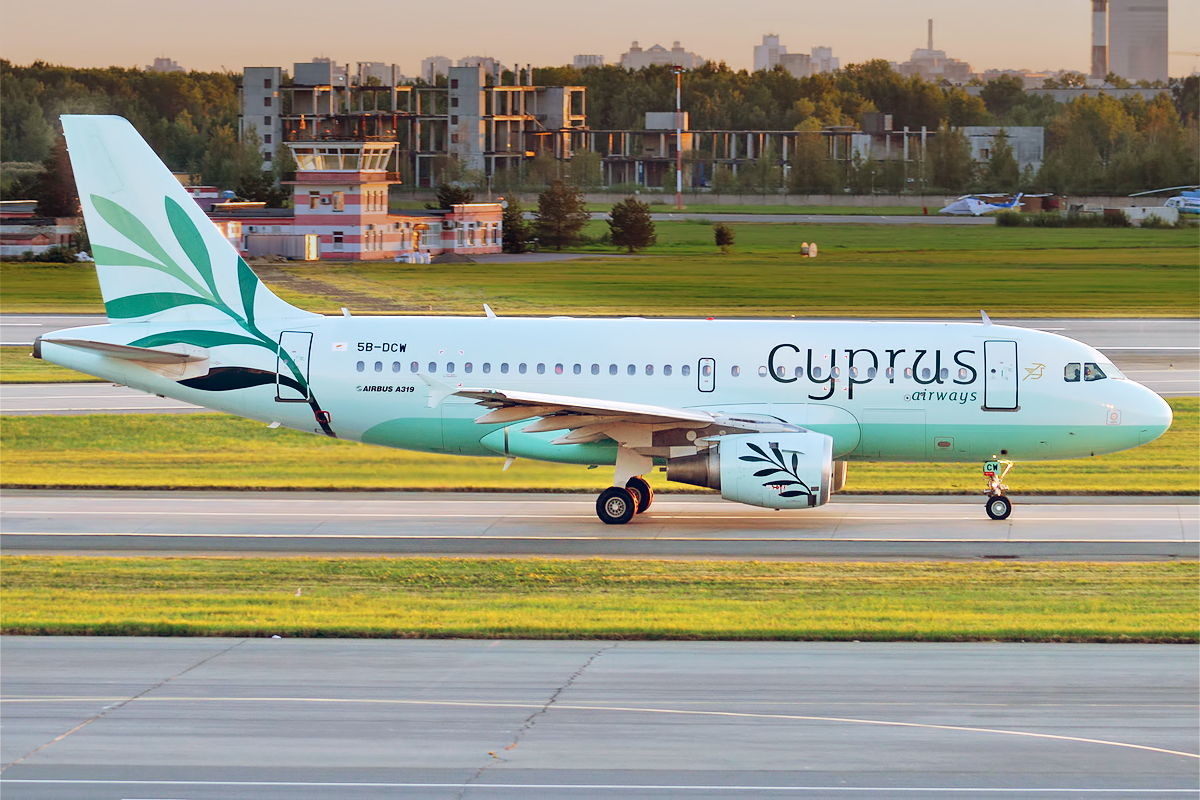
Airbus A319-100 Cyprus Airways.

В июне 2022 года, флот Cyprus Airways состоял из следующих самолётов:
| Модель      | Количество | Заказано | Количество мест |
| ----------- | ---------- | -------- | --------------- |
| Airbus A220 | 2          | 10       | 122             |
| Airbus A320 | 3          | 0        | 180             |
| Всего       | 5          | 10       |                 |